# Sanctum 2
Sanctum 2 — компьютерная игра в жанрах шутер от первого лица и Tower Defense, разработанная независимым разработчиком Coffee Stain Studios и изданная на платформах Microsoft Windows и Xbox 360 15 мая 2013 года, на PlayStation 3 10 сентября 2013 года и на Linux и macOS 14 августа 2014 года. Сиквел игры Sanctum 2011 года.

## Сюжет
В Sanctum 2 игроки берут на себя роль отряда Защитников Ядра под командованием Skye Autumn, посланного, чтобы защитить город Elysion One от орды загадочных инопланетных существ и расследовать причины их нападения. Чтобы спасти город, игроку нужно защищать ядро на каждом уровне; строить оборонительные сооружения и улучшать оборону, уничтожая врагов до того, как они смогут попасть к ядру.

## Игровой процесс
Игра совмещает в себе жанры шутера от первого лица и Tower Defense.
В игре доступно пять режимов игры: «Выживание» (количество волн бесконечно), «Кампания» (время на подготовку к следующей волне ограничено), «Готовый» (уже построенны башни, которые нельзя продать, но можно улучшать), «Стойкость» (игра начинается с огромным количеством ресурсов, но заработать ещё больше невозможно) и «Песочница» (ресурсов в начале каждой волны больше, больше очков здоровья у противников).
В игре доступны четыре персонажа (Skye Autumn, Sweet Autumn, SiMo, Haigen Hawkins). Каждый вооружён собственным основным оружием и имеет свою специализацию. В отличие от Sanctum, четыре основных оружия изначально закреплены за определёнными персонажами, но на высоких уровнях их можно взять другим персонажем: автомат с подствольным гранатомётом, ракетомёт с неуправляемыми и самонаводящимися ракетами, снайперская винтовка с обычными и разрывными патронами, дробовик с зарядкой одного или нескольких патронов. Дополнительное оружие (Voltaic Hand Cannon, Battle Rifle, SMG, ETK-Tesla Prototype) разблокируется по мере получения опыта, а его выбор производится в меню карты до начала игры.
Оборону ядра можно разделить на две фазы — фазу строительства и фазу обороны.
В фазе строительства игрок может строить блоки (Tower base) и башни (Tower). Для строительства башен необходимы блоки и ресурсы, для улучшения — только ресурсы. Количество блоков в каждой волне ограничено. Ресурсы даются в начале каждой фазы строительства, а их количество меняется на разных уровнях. Башни, в отличие от Sanctum, включают в себя только стационарное оружие и инженерные сооружения, не наносящие урона противнику. Блоки являются круглыми и при строительстве рядом друг с другом, в том числе и по диагонали, пространство между ними закрывается соединяющей их стеной той же высоты. Эти преграды легко преодолеваются персонажем в прыжке, но враги строго следуют по построенному из них лабиринту (кроме Spitfly). В фазе строительства можно посмотреть, какие враги будут на волне, используя эту информацию необходимо строить и улучшать башни для более эффективного уничтожения новых врагов. Все башни (кроме ACP) атакуют как наземных врагов, так и летающих. Всего в игре 12 видов башен. Каждую можно улучшить до 3 уровня. После установки и улучшения необходимых башен игроку нужно подтвердить начало фазы обороны.
В этой фазе игрок принимает непосредственное участие, зачастую становясь главным элементом обороны. Противники пытаются добраться до ядра и повредить его. В игре 17 видов врагов, из которых 14 передвигаются по земле, а 3 — по воздуху. Если состояние ядра будет равно 0%, игрок проиграет. В Sanctum 2 появилась смерть персонажа от врагов, которые атакуют, если он встанет на их пути, а некоторые даже разворачиваются, чтобы нанести удар. Это позволяет иногда отвлекать внимание врага от ядра. В случае смерти персонажа в фазе строительства (это возможно, если упасть за пределы карты или зайти на территорию противника), то воскрешение можно провести сразу. В фазе обороны между смертью и воскрешением должно пройти не менее 10 секунд. Ручное оружие игрока имеет бесконечные патроны, но после использования магазина нужно подождать некоторое время, пока оружие будет снова заряжено. Также, в отличие от Sanctum, оружие больше нельзя улучшать. Боссы также следуют по лабиринту, если не пытаются атаковать игрока или башни. Три босса в игре (Walker Patriarch, Super Heavy и Hoverer Queen) являются самыми большими разновидностями одной из версий противников и отличаются способностью разрушать башни. Летающий босс FickiePlaskie доступен только в дополнении.

## Разработка
Бета-версия игры была доступна для пользователей Steam, купивших игру до её выпуска. В бета-версии имеется один уровень, доступный как для одиночной игры, так и для многопользовательской игры.

## Отзывы и продажи
| Сводный рейтинг       | Сводный рейтинг             |
| Агрегатор             | Оценка                      |
| --------------------- | --------------------------- |
| GameRankings          | 78,00 % (PC) 75,30 % (X360) |
| Metacritic            | 77/100 (PC) 77/100 (X360)   |
| Иноязычные издания    |                             |
| Издание               | Оценка                      |
| Destructoid           | 70/100                      |
| Eurogamer             | 80/100                      |
| Game Informer         | 85/100                      |
| GameSpot              | 80/100                      |
| GameStar              | 78/100                      |
| Hardcore Gamer        | 90/100                      |
| IGN                   | 85/100                      |
| LeveL                 | 60/100                      |
| Русскоязычные издания |                             |
| Издание               | Оценка                      |
| Riot Pixels           | 76/100                      |

Игра получила преимущественно положительные отзывы. На сайте-агрегаторе Metacritic средняя оценка игры составляет 77 из 100 на основе 28 обзоров для платформы PC и 77 из 100 на основе 12 обзоров для платформы Xbox 360.
Летом 2018 года, благодаря уязвимости в защите Steam Web API, стало известно, что точное количество пользователей сервиса Steam, которые играли в игру хотя бы один раз, составляет 2 602 292 человека.